# ألفونسو نغرو
ألفونسو نغرو (5 يوليو 1915 – 7 نوفمبر 1984) كان لاعب كرة قدم إيطاليًا من مواليد الولايات المتحدة، لعب في مركز الهجوم؛ ويُعتقد أنه أول لاعب من مواليد أمريكا يشارك في الدوري الإيطالي الدرجة الأولى (Serie A) وأول لاعب من مواليد أمريكا يلعب لصالح منتخب إيطاليا.

## حياة مهنية
وُلِد في بروكلين (نيويورك) لعائلة إيطالية من أنجري (في مقاطعة ساليرنو). وبعد بضع سنوات عاد إلى إيطاليا مع والديه. في عام 1930 انضم إلى نادي أنجري في دوري الدرجة الثالثة الإيطالي وفي عام 1933 انتقل إلى نادي كاتانزاريسي الذي لعب في دوري الدرجة الثانية الإيطالي. في عام 1935 انضم إلى نادي فيورنتينا في دوري الدرجة الأولى الإيطالي وفي هذه الأثناء التحق بالجامعة لدراسة الطب النسائي والتوليد.
في عام 1936 تم اختياره من قبل مجموعة الجامعة الفاشية لتمثيل إيطاليا في دورة الألعاب الأولمبية في برلين حيث لعب فقط في الدور نصف النهائي ضد النرويج في 10 أغسطس، وسجل الهدف الأول في الفوز 2-1. وفي عام 1938 انتقل إلى نابولي حيث بقي هناك حتى توقف البطولة، ولكنه استمر في حضور الدورات الجامعية في فلورنسا وتخرج في عام 1940. في العام نفسه، ومع دخول إيطاليا الحرب العالمية الثانية، التحق بالجيش كضابط طبي على الجبهة اليونانية حيث نظم فعاليات رياضية للجنود في الجبهة.
كما قام بتنظيم المباراة بين الجيش الملكي والفيرماخت في ملعب باناثينايك في أثينا. بعد الحرب واصل مسيرته الكروية إلى جانب مهنة طبيب أمراض النساء. بعد انضمامه إلى إركولانيزي، قدم له نادي جراناتا مكتبًا طبيًا لمواصلة شغفه الآخر مدى الحياة، ومنحه شقة في مبنى قديم في إركولانو بإطلالة رائعة على الحفريات الأثرية. بقي نيغرو في إركولانو من عام 1950 إلى عام 1972، ثم عاد إلى فلورنسا، ليعود من وقت لآخر إلى إركولانو، حيث كان لديه العديد من الأصدقاء، حتى عام 1981، عندما استقر مرة أخرى في فلورنسا، حيث توفي في 7 نوفمبر 1984، عن عمر يناهز 69 عامًا.

## التعليم
التحق ألفونسو أيضًا بالجامعة ولعب لفريق مدرسته. تخرج في الطب والجراحة من جامعة فلورنسا، وعمل خلال الحرب ضابطًا طبيًا في اليونان. بعد الحرب، أصبح متخصصًا في أمراض النساء والتوليد، وأصبح محاضرًا.

## الوفاة
توفي في فلورنسا، إيطاليا، في 7 نوفمبر/تشرين الثاني 1984.